# Bull TTX 80
Bull TTX 80 (TTX 80 / 85 / 90) је професионални рачунар, производ фирме Bull који је почео да се израђује у Француској током 1980. године.
Користио је Intel 8080 као централни микропроцесор а RAM меморија рачунара TTX 80 је имала капацитет од 64, 96k, 128 или 256K зависно од картица.
Као оперативни систем коришћен је посебни оперативни систем или CP/M 2.2.

## Детаљни подаци
Детаљнији подаци о рачунару TTX 80 су дати у табели испод.
|                       |                                                            |
| [ 1 ]                 |                                                            |
| Произвођач            |                                                            |
| Тип                   | професионални рачунар                                      |
| Меморија              | 64, 96k, 128 или 256K зависно од картица                   |
| Поријекло             | Француска                                                  |
| Година                | 1980                                                       |
| Тастатура             | 88 тастера са нумеричком тастатуром и текст едит тастерима |
| Процесор              |                                                            |
| Фреквенција процесора | непознато                                                  |
| RAM                   | 64, 96k, 128 или 256K зависно од картица                   |
| ROM                   | 2 KB                                                       |
| Текст                 | непознато                                                  |
| Графика               |                                                            |
| Боја                  | једна боја                                                 |
| Звук                  | уграђени звучник                                           |
| Димензије             | 1,9 m по кабинету (1 до 4 кабинета)                        |
| Портови               |                                                            |
| Оперативни систем     | посебни оперативни систем или                              |